# Rhamphomyia cimrmani
Rhamphomyia cimrmani är en tvåvingeart som beskrevs av Bartak 2006. Rhamphomyia cimrmani ingår i släktet Rhamphomyia och familjen dansflugor.
Artens utbredningsområde är Turkiet. Inga underarter finns listade i Catalogue of Life.